# The Roundhouse Tapes
Albums de Opeth
Ghost Reveries
(2005) Watershed
(2008)
The Roundhouse Tapes est le premier album live du groupe heavy metal suédois Opeth, paru en 2007.

## Liste de pistes

### CD 1
1. "When" − 10:28
2. "Ghost of Perdition" − 10:57
3. "Under the Weeping Moon" − 10:28
4. "Bleak" − 8:39
5. "Face of Melinda" − 9:58
6. "The Night and the Silent Water" − 10:29

### CD 2
1. "Windowpane" − 8:01
2. "Blackwater Park" − 18:59
3. "Demon of the Fall" − 8:13